# Demonoir
Demonoir – album wydany przez grupę black metalową 1349. Wydawnictwo ukazało się 26 kwietnia 2010 roku nakładem wytwórni muzycznej Indie Recordings.

## Lista utworów
Opracowano na podstawie materiału źródłowego.
| Nr  | Tytuł utworu                              | Słowa                  | Muzyka                    | Długość |
| --- | ----------------------------------------- | ---------------------- | ------------------------- | ------- |
| 1.  | „Tunnels Of Set I” (utwór instrumentalny) |                        | Ravn, Archaon             | 1:33    |
| 2.  | „Atomic Chapel”                           | Destroyer              | Archaon                   | 6:25    |
| 3.  | „Tunnel II” (utwór instrumentalny)        |                        | Ravn, Archaon             | 1:01    |
| 4.  | „When I Was Flesh”                        | Destroyer              | Archaon                   | 5:45    |
| 5.  | „Tunnel III” (utwór instrumentalny)       |                        | Ravn, Archaon             | 0:40    |
| 6.  | „Psalm 7:77”                              | Destroyer              | Archaon                   | 5:42    |
| 7.  | „Tunnel IV” (utwór instrumentalny)        |                        | Ravn, Archaon             | 1:03    |
| 8.  | „Pandemonium War Bells”                   | Destroyer              | Archaon, Frost, Seidemann | 7:49    |
| 9.  | „Tunnel V” (utwór instrumentalny)         |                        | Ravn, Archaon             | 1:16    |
| 10. | „The Devil Of The Deserts”                | Seidemann              | Archaon                   | 6:30    |
| 11. | „Tunnel VI” (utwór instrumentalny)        |                        | Ravn, Archaon             | 1:05    |
| 12. | „Demonoir”                                | Frost                  | Archaon                   | 6:19    |
| 13. | „Tunnel VII” (utwór instrumentalny)       |                        | Ravn, Archaon             | 3:53    |
| 14. | „Rapture”                                 | David Vincent          | Trey Azagthoth            | 4:03    |
| 15. | „Strike Of The Beast”                     | Gary Holt, Paul Baloff | Gary Holt                 | 5:21    |
|     |                                           |                        |                           | 58:25   |

## Twórcy
Opracowano na podstawie materiału źródłowego.
| - Idar "Archaon" Burheim - gitara rytmiczna, gitara prowadząca, produkcja muzyczna, wokal wspierający - Kjetil-Vidar "Frost" Haraldstad - perkusja - Tor Risdal "Seidemann" Stavenes - gitara basowa, wokal wspierający - Olav "Ravn" Bergene - wokal prowadzący, sampler, produkcja muzyczna - Ash In Plastic Bag, Gutta På Loftet Production, b9 - sample |  | - Ronnie Le Tekrø - gitara, wokal wspierający - Thorbjørn "Tobben" Benjaminsen - róg - Tony Caputo - instrumenty klawiszowe - Marcelo Vasco - oprawa graficzna |  | - Thomas Gabriel Fischer - koprodukcja - Kenneth A Nilsen - ilustracje - Kjetil Ottersen - mastering - Martha Lewicka - zdjęcia |